# Parafia Narodzenia Najświętszej Maryi Panny w Kotłowie (polskokatolicka)
Parafia prokatedralna Narodzenia Najświętszej Maryi Panny w Kotłowie – parafia Kościoła Polskokatolickiego w RP położona na terenie diecezji wrocławskiej, w dekanacie dolnośląskim. Parafia w Kotłowie jest jedną z najliczniejszych w całym Kościele Polskokatolickim. Wierni w większości zamieszkują następujące wsie: Kotłów, Biskupice Zabaryczne, część Kaliszkowic oraz Mikstatu i Ostrowa Wielkopolskiego.

## Historia
Parafia Kotłów z filią w Strzyżewie związała się z Kościołem Polskokatolickim 4 maja 1974. Część wiernych rzymskokatolickiej parafii Narodzenia Najświętszej Maryi Panny chciała, by ks. Zygmunt Koralewski (późniejszy biskup-sufragan diecezji wrocławskiej) został następcą zmarłego proboszcza, natomiast władze kościelne skierowały go do jednej z parafii poznańskich. Większa część ludzi popierająca księdza wikarego przeszła wraz z nim do Kościoła Polskokatolickiego. Ów wikariusz, ks. Koralewski, wraz z 2800 wyznawcami rzymskokatolickimi w wieku powyżej 14 lat, świadomie i dobrowolnie podpisał deklarację o przejściu do Kościoła Polskokatolickiego, zatrzymując klucze do kościoła w Kotłowie i Strzyżewie w przekonaniu, że cały majątek ruchomy i nieruchomy jest własnością ludu, który za własne pieniądze sam pobudował świątynię. Przy kościele rzymskokatolickim pozostało około 400 osób. Budynek kościoła, na mocy wyroku sądowego, został zwrócony kościołowi rzymskokatolickiemu. W związku z tym, w latach 1978–1982 wybudowano dla parafii nowy kościół (arch. Wacław Kozieł).
Od początku istnienia parafii w kotłowskim kościele znajduje się obraz Matki Bożej Królowej Kotłowskiej koronowany przez ks. biskupa Tadeusza Majewskiego w dniu 24 września 1973. Obraz w ołtarzu głównym przedstawia Matkę Boską z dzieciątkiem Jezus unoszącą się w obłokach w otoczeniu aniołów, po lewej stronie klęczy św. Wojciech, a po prawej św. Stanisław Biskup. Obraz Matki Bożej Królowej Kotłowskiej w Sanktuarium jest wierną kopią obrazu Matki Boskiej ze świątyni rzymskokatolickiej w Kotłowie namalowanego w 1605. 19 września 1982 biskupi Kościoła Polskokatolickiego dokonali Konsekracji Kościoła, nadając mu tytuł Sanktuarium Matki Bożej Królowej Kotłowskiej. Nadanie tytułu i podniesienie sanktuarium do rangi Prokatedry pw. Narodzenia Najświętszej Maryi Panny w Kotłowie odbyło się dekretem z dnia 16 sierpnia 1994.
8 września 2008 obchodzony był w parafii jubileusz 900-lecia chrześcijaństwa na ziemi kotłowskiej, zakończenie jubileuszu powstania 35-lecia parafii oraz 30-lecie poświęcenia dolnej części świątyni. W 2010 odbyła się uroczysta rekonsekracja obrazu Matki Bożej Kotłowskiej.
Proboszcz z Kotłowa obsługuje również parafię Najświętszej Maryi Panny Królowej Polski w Strzyżewie. Kościół użytkowany przez strzyżewską parafię został wybudowany dla społeczności ewangelickiej w latach 1873–1875 w stylu neogotyckim.

### Proboszczowie parafii
- 1972-2002 – bp Zygmunt Koralewski
- 1992-2005 – ks. mgr Antoni Strzelczyk
- od 2005 – ks. mgr Julian Kopiński

## Nabożeństwa
- Prokatedra Narodzenia Najświętszej Maryi Panny w Kotłowie

Msza św. w każdą niedzielę i święta o godz. 9.00 i 14.00. We wtorki, środy, piątki i soboty o godz. 17.00.
- Kościół NMP Królowej Polski w Strzyżewie

Msza św. w każdą niedzielę i święta o godz. 10.30. W soboty godz. 18.15, a w środę i piątek o godz. 18.00.